# 이미소 (1990년)
이미소(1990년 ~ )는 대한민국의 배우이다.

## 출연 작품

### 영화
- 2006년 《방과후 옥상》 - 궁달반 아이 역
- 2006년 《아랑》 - 여고생 역
- 2007년 《쏜다》 - 룸 아가씨 역
- 2008년 《외톨이》 - 해정 역
- 2009년 《킹콩을 들다》 - 서영란 역
- 2010년 《주유소 습격 사건 2》 - 원조교제 여고생 역
- 2011년 《정글피쉬 2 극장판》 - 유여진 역
- 2011년 《사랑이 무서워》 - 란제리 모델 역
- 2011년 《최종병기 활》 - 기생 역

### 드라마
- 2010년 KBS2 《정글피쉬 2》 - 유여진 역

### 뮤직비디오
- 2006년 트랜스픽션 - My Jina
- 2008년 옥주현 - Honey

### 예능
- 2010년 MBC 《뜨거운 형제들》 - 소개팅녀